# Dionysius Godefridus van der Keessel
Dionysius Godefridus van der Keessel (Deventer, 22 september 1738 – Leiden, 7 augustus 1816) was een Nederlandse jurist.

## Leven
Van der Keessel was de zoon van de Nederlandse Hervormde predikant Dionysius van der Keessel (1700-1755) en Johanna Wilhelmina Cabeljauw (†1775). Na de lagere school begon hij op 21 augustus 1753 aan het Athenaeum Illustre in zijn geboortestad. Op 1 mei 1756 werd hij samen ingeschreven op de Universiteit van Leiden. Op 23 oktober 1761 behaalde Van der Keessel er zijn doctoraat in de rechten met de verhandeling De usucapione partus et fetus rei furtivae. Vervolgens was hij korte tijd advocaat in Den Haag.

## Persoonlijk en familie
Op 27 juli 1772 trouwde Van der Keessel met jkv. Catharina Adriana Bodel (1735 (doop)-1811). Het huwelijk bleef kinderloos. Zijn broer Samuel Rudolphus van der Keessel (1737-1799) begon tegelijk met hem een studie aan de Universiteit van Leiden en werd evenals hun vader predikant in de Nederlandse Hervormde Kerk.

### Groningen
Al in 1762 werd hij aan de Rijksuniversiteit Groningen benoemd tot hoogleraar Romeins recht. Hij aanvaardde deze functie aan met de oratie An capita illa Juris Romani, quae in usu hodie non esse dicuntur, in academiis doceri expediat ( Groningen 1762). In Groningen gaf hij lezingen over de instituten en pandecten van het Romeins recht, en heeft hij onderzoek gedaan naar het dagelijkse Nederlandse recht. In het academisch jaar 1768/69 was hij er rector magnificus.

### Leiden
Het jaar daarop, op 10 oktober 1770, werd hij benoemd tot professor aan de Universiteit van Leiden als hoogleraar Romeins en burgerlijk recht. Op op 12 april 1771 aanvaardde hij de aanstelling met de oratie de Legislatorum Belgarum in recipiendo jure Romano prudentia. Vanaf 12 juni 1790 heeft hij hier ook Nederlandse recht onderwezen, waarvoor hij op 13 september 1799 een extra leerstoel kreeg, die weer verviel in 1808. Driemaal bekleedde hij het rectoraat in Leiden: 1773/74; 1785/86 en 1791/92. Zijn inaugurele redes waren respectievelijk Amore patriae, in juventute Belgica exitando prudenterque dirigendo, Aequitate judicantium, optimo turbatae reipublicae remedio en de Advocato Christiano.
Van der Keessel bleef tot zijn emeritaat in 1815 werkzaam aan de Leidse Universiteit.

### Emeritaat
Op 16 oktober 1815 ging Van der Keessel met emeritaat. Hij overleed op 7 augustus 1816 in Leiden. Hij liet zijn uitgebreide boekencollectie over aan de Universiteitsbibliotheek Leiden.

## Werk
Van der Keessel was in zijn tijd een bekend rechtsgeleerde en was van 1789 tot 1790 de leermeester van de Erfprins van Oranje, de latere koning Willem I. Willem verleende Van der Keessel later de Orde van de Nederlandse Leeuw.
Zijn belangrijkste grote werk is de lezingenbundel “Thesis Selectae Juris Hollandici et Zelandici, ad supplendam Hugonis Grotii Introductionem ad Jurisprudentiam Hollandici en definiendas celedriores Juris Hollandicam controversias (Lugd. Bat. 1800) met aanvullingen en notities op “Inleydinghe tot de Hollandsche rechts-gheleerdheydt (1641) van Hugo de Groot (1583-1645). Van der Keessels werk werd herdrukt in 1860 en vanwege het belang ervan voor Zuid-Afrikaanse wetgeving in 1855 vertaald in het Engels door Charles Ambrose Lorenz (1829-1871), een in die tijd zeer bekende Engelse rechtsgeleerde. De Engelstalige uitgave werd in 1868 heruitgegeven.

### Werken (selectie)
- Orationes variae, Leiden 1770–1792, 6 delen
- Narratio de rebus a se et a facultate juridica gestis circa nuper evulgatam dissertationem J.J.Th. Duval, Leiden 1789
- Oratio de Studio juris civilis ad bonos mores formandos et virtutem colendam aptissimo Leiden 1790
- Theses Selectae Juris Hollandici et Zelandici, ad supplendam Hugonis Grotii Introductionem ad Jurisprudentiam Hollandicam, et definiendas celebriores Juris Hollandici controversias. Leiden 1800, in Engels onder de titel Select Theses on the laws of Holland and Zeeland, en thans Amsterdam 1860

### Bekende leerlingen
- Willem I der Nederlanden (1772-1843)
- Hendrik Willem Tydeman (1778–1863)
- Albertus Jacobus Duymaer van Twist (1775–1820)
- Isaäc da Costa (1798-1860)[15][16]
- Willem Bilderdijk (1756-1831)[17]

## Trivia
In zijn geboorteplaats Deventer is de D.G. van der Keesselstraat naar hem genoemd. Deze straat ligt in de Zwolse wijk in een buurt waar de straten genoemd zijn naar bekende Deventenaren die hun sporen hebben verdiend in de wetenschap en het onderwijs. De straatnaam dateert uit de jaren '30, toen de meeste huizen aan deze straat zijn gebouwd.